# Harjinder Singh Jinda
Harjinder Singh Jinda (* 1961 in Gadli bei Amritsar, Punjab; † 9. Oktober 1992 in Pune, Maharashtra) war Mitglied der militanten Sikh-Gruppe Khalistan Commando Force, die für einen unabhängigen Sikhstaat kämpfte. Er führte mehrere politische Morde aus, darunter den an General Arun Vaidya, der Chef der indischen Armee zum Zeitpunkt der Operation Blue Star (Erstürmung des Goldenen Tempels in Amritsar) war.

## Kindheit und Jugend
Harjinder Singh kam als Sohn von Gulzar Singh und Gurnam Kaur im Dorf Gadli bei Amritsar zur Welt. Er gehörte zu einer Bauernfamilie und hatte zwei ältere Brüder und eine Schwester. Nach seinem Abschluss der 10. Klasse ging er auf das Khalsa College in Amritsar. Während der Operation Blue Star (Erstürmung des Goldenen Tempels) war er im zweiten Semester. Nach diesen Ereignissen brach er seine Ausbildung ab und trat in die Khalistan-Bewegung ein.

## Militante Aktivitäten
Mit Sukhdev Singh Sukha und Ranjit Singh Gill plante und führte er die Ermordung von Lalit Maken, Abgeordneter des indischen Parlaments für die Kongresspartei, aus. Lalit Maken wurde am 31. Juli 1985 von einem vorbeifahrenden Motorrad aus erschossen. Lalit Maken versuchte zurück zu seinem Haus zu laufen, um Deckung zu suchen, wobei auch seine Frau Balkishan ins Schussfeld geriet und starb. Lalit Maken war an der Tötung von unschuldigen Sikhs während der Anti-Sikh-Unruhen 1984 nach der Ermordung von Indira Gandhi beteiligt.
General Arun Vaidya war der Chef der indischen Armee, der den Angriff auf den Goldenen Tempel und auf andere Orte in Punjab leitete. Am 10. August 1986 wurde er in seinem Auto während der Fahrt zum Markt von Jinda, Sukha und zwei Mittätern erschossen. Nach Polizeiangaben wurde auf sein Auto von vorbeifahrenden Motorrädern aus geschossenen. Seine Frau, die ebenfalls im Auto saß, wurde durch die Schüsse schwer verletzt.
Arjan Dass, ein örtlicher Abgeordneter der Kongresspartei, wurde ebenfalls von Jinda und Sukha wegen seiner Beteiligung bei Gewalttaten gegenüber unschuldigen Sikhs erschossen.
Außerdem war Jinda am Bankraub der Punjab National Bank in Ludhiana beteiligt, wo die Khalistan Commando Force ca. 5,7 Millionen Rupien erbeutete.
Jinda wurde im März 1987 im Gurudwara Majnoo Daa Tilla in Delhi festgenommen. Im gemeinsamen Gerichtsverfahren mit Sukha leugnete er die Morde nicht, aber beide bekannten sich für nicht schuldig und rechtfertigten ihre Aktionen mit den Worten: „Vaidya hat sich einer schweren Straftat schuldig gemacht, für die die Strafe nur der Tod sein kann.“ Sie wurden am 9. Oktober 1992 für den Mord an General Vaidya zum Tode verurteilt. Sukha und Jinda schrieben einen Brief an den Präsidenten, in dem sie keine Begnadigung forderten. Sie wurden am Morgen des 9. Oktober 1992 im Gefängnis von Pune gehängt.

## Ehrungen durch die Sikh-Gemeinschaft
Sukha und Jinda gelten für militante Sikhs als Märtyrer und ihr Todestag wird jährlich begangen. Insbesondere am 9. Oktober 2000 nahmen Vertreter großer Sikh-Organisation wie der Partei Shiromani Akali Dal am achten Todestag teil. Dabei hielt Giani Joginder Singh Vedanti (Leiter der Akal Takht) zu Ehren von Sukha und Jinda die „Ardas“ (religiöses Ritus). Sukha und Jinda wurden als „große Märtyrer“ der Sikh-Religion geehrt.
Auch am 9. Oktober 2008 wurden die Familien von Sukha und Jinda im Goldenen Tempel geehrt. Das Shiromani Gurdwara Prabandhak Committee (SGPC) erklärte sie zu Rächern der Operation Bluestar.